# Pěčnov
Pěčnov (v místním nářečí Pečnov, německy Pietschnau) je obec v okrese Prachatice v Jihočeském kraji. Leží zhruba 6,5 kilometru severozápadně od Prachatic. Žije zde 169 obyvatel.
Na území obce se severně od II/145 nacházejí Pěčnovské kamenné spirály.

## Historie
První písemná zmínka o obci pochází z roku 1435.

## Obyvatelstvo
| Rok            | 1869 | 1880 | 1890 | 1900 | 1910 | 1921 | 1930 | 1950 | 1961 | 1970 | 1980 | 1991 | 2001 | 2011 | 2021 |
| -------------- | ---- | ---- | ---- | ---- | ---- | ---- | ---- | ---- | ---- | ---- | ---- | ---- | ---- | ---- | ---- |
| Počet obyvatel | 156  | 137  | 159  | 157  | 153  | 149  | 139  | 99   | 104  | 80   | 47   | 43   | 53   | 125  | 146  |
| Počet domů     | 26   | 28   | 28   | 28   | 28   | 28   | 28   | 27   | 21   | 20   | 17   | 24   | 27   | 50   | 56   |

## Obecní správa
Mezi lety 1869–1950 Pěčnov byl obcí v okrese Prachatice. V letech 1961–1980 patřil jako část obce k Chlumanům. Od 1. července 1980 do 23. listopadu 1990 patřila jako část města k Vlachovu Březí a od 24. listopadu 1990 je opět samostatnou obcí.

### Obecní symboly
Znak a vlajka byly obci uděleny rozhodnutím předsedy Poslanecké sněmovny Parlamentu České republiky dne 15. června 2015.

## Galerie

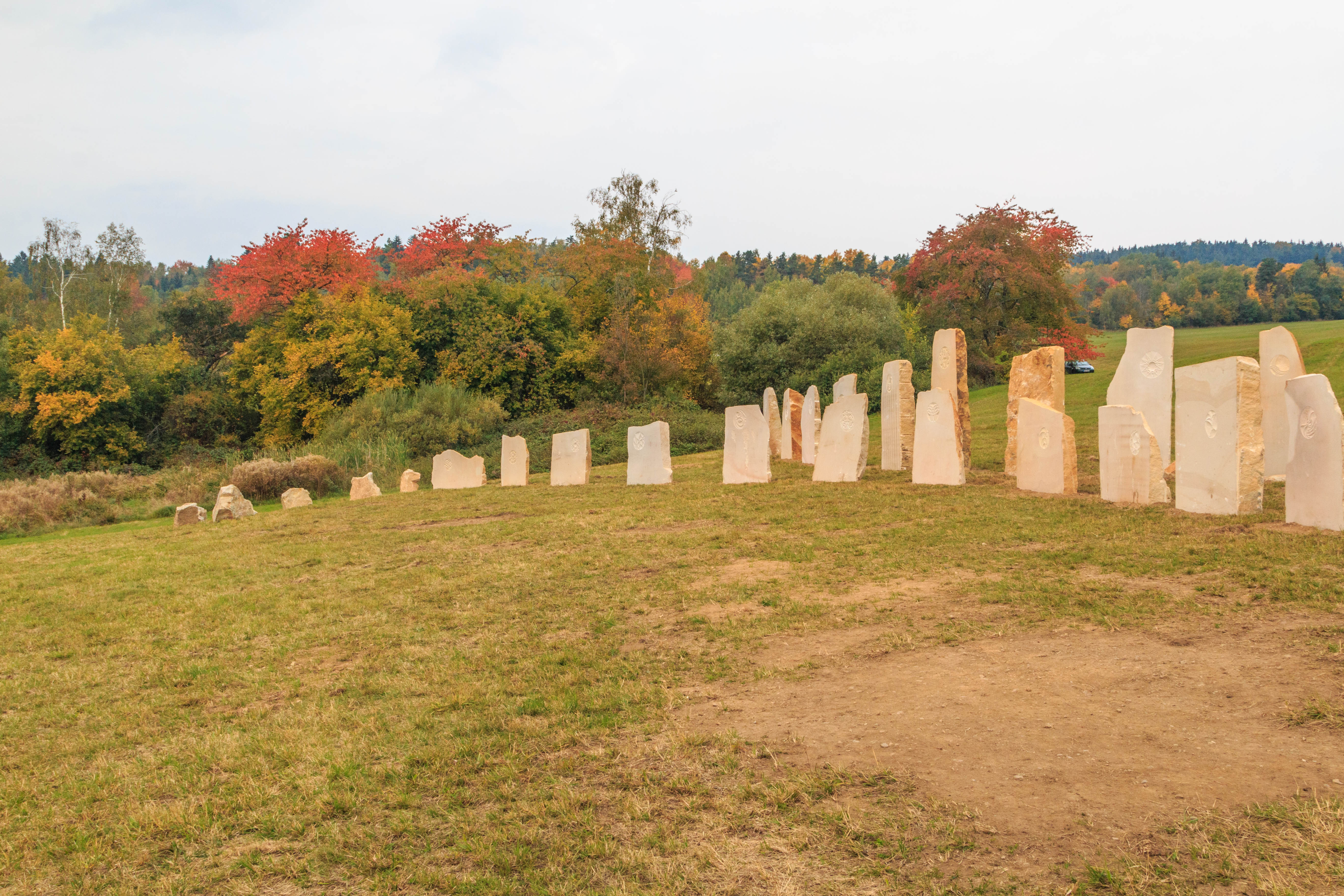
Kamenné spirály na louce u Pěčnova
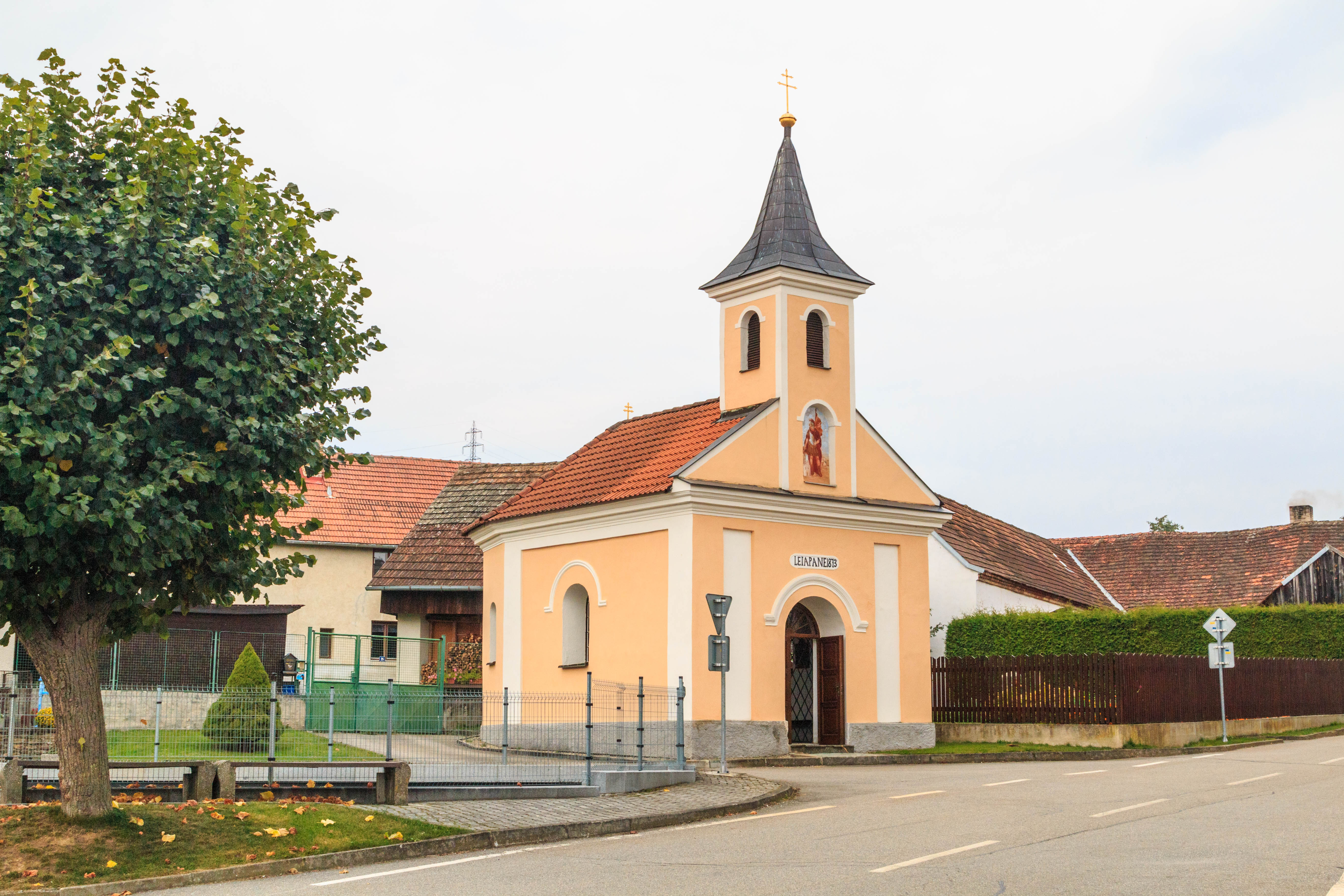
Kaple
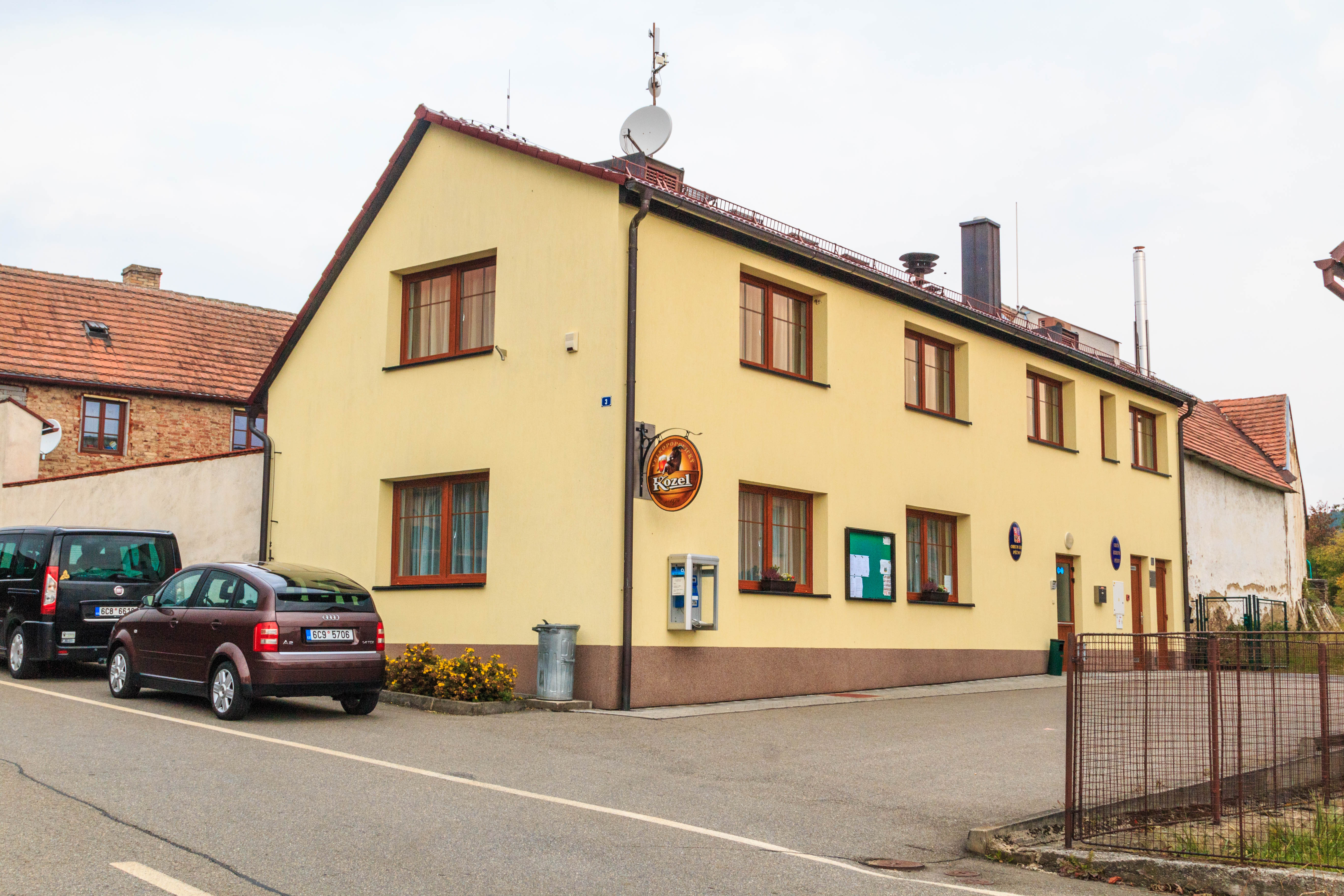
Obecní úřad
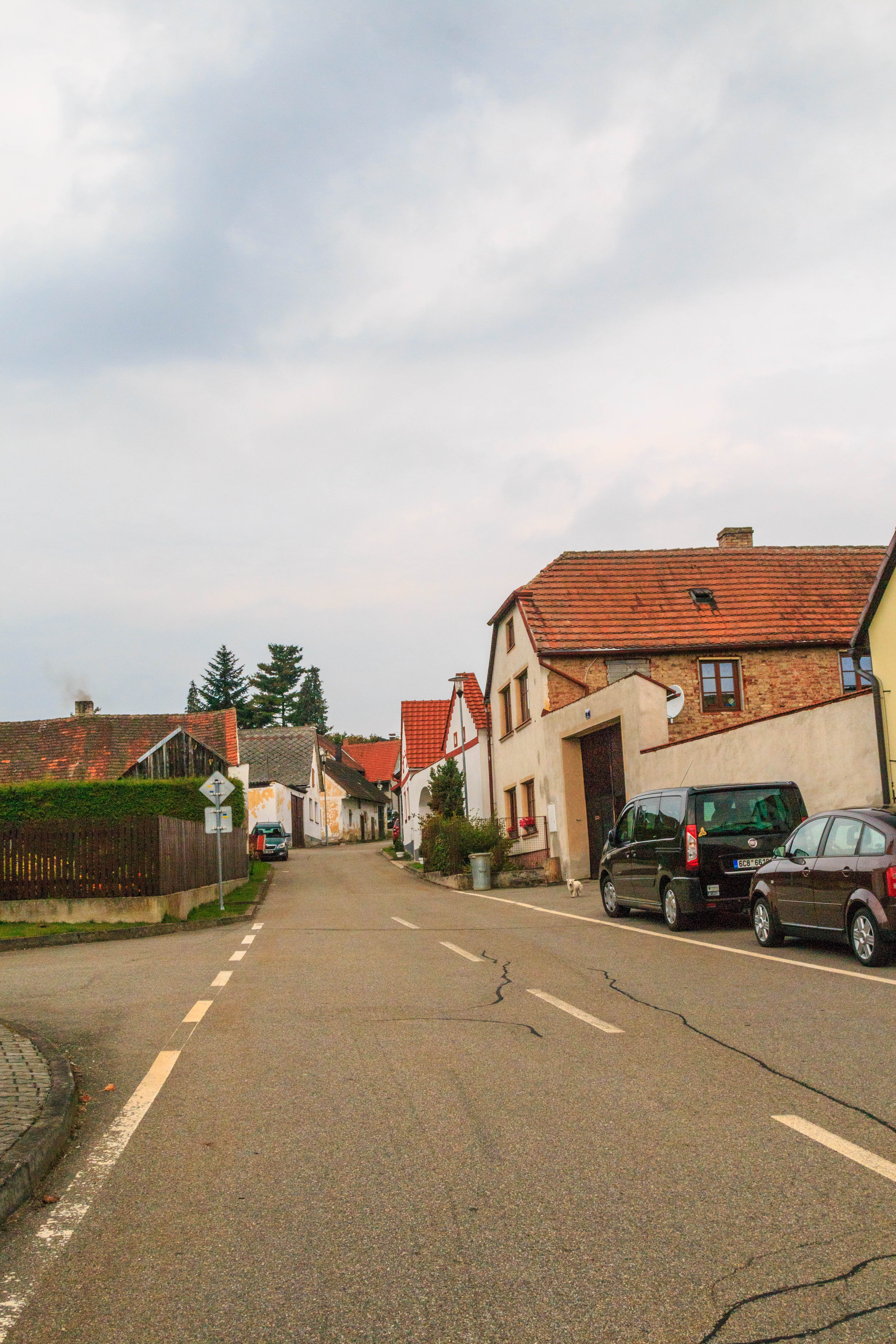
Čp. 2